# Leonard Praskins
Leonard Praskins (* 7. August 1896 in Meltham, Yorkshire; † 2. Oktober 1968 in Los Angeles, Kalifornien) war ein britischer Drehbuchautor.
Leonard Praskins arbeitete zwischen 1928 und 1956 in Hollywood als Drehbuchautor für die Filmstudios MGM, RKO und 20th Century Fox. In dieser Zeit wirkte er unter anderem an den Drehbüchern von Emma, die Perle (1931), Luana (1932), Ring frei für die Liebe (1932), We Live Again (1934), Goldfieber in Alaska (1935), One in a Million (1936), Jede Woche neu (1953) und Der Würger von Coney Island (1954) mit.
Darüber hinaus schrieb er Anfang der 1960er Jahre Drehbücher für verschiedene Fernsehserien, darunter Maverick (fünf Drehbücher) und Wagon Train (sechs Drehbücher).

## Filmografie (Auswahl)
- 1932: Luana (Bird of Paradise)
- 1934: Die Schatzinsel (Treasure Island)
- 1934: We Live Again
- 1935: Goldfieber in Alaska (The Call of the Wild)
- 1943: So This Is Washington